# Adolf von Boog

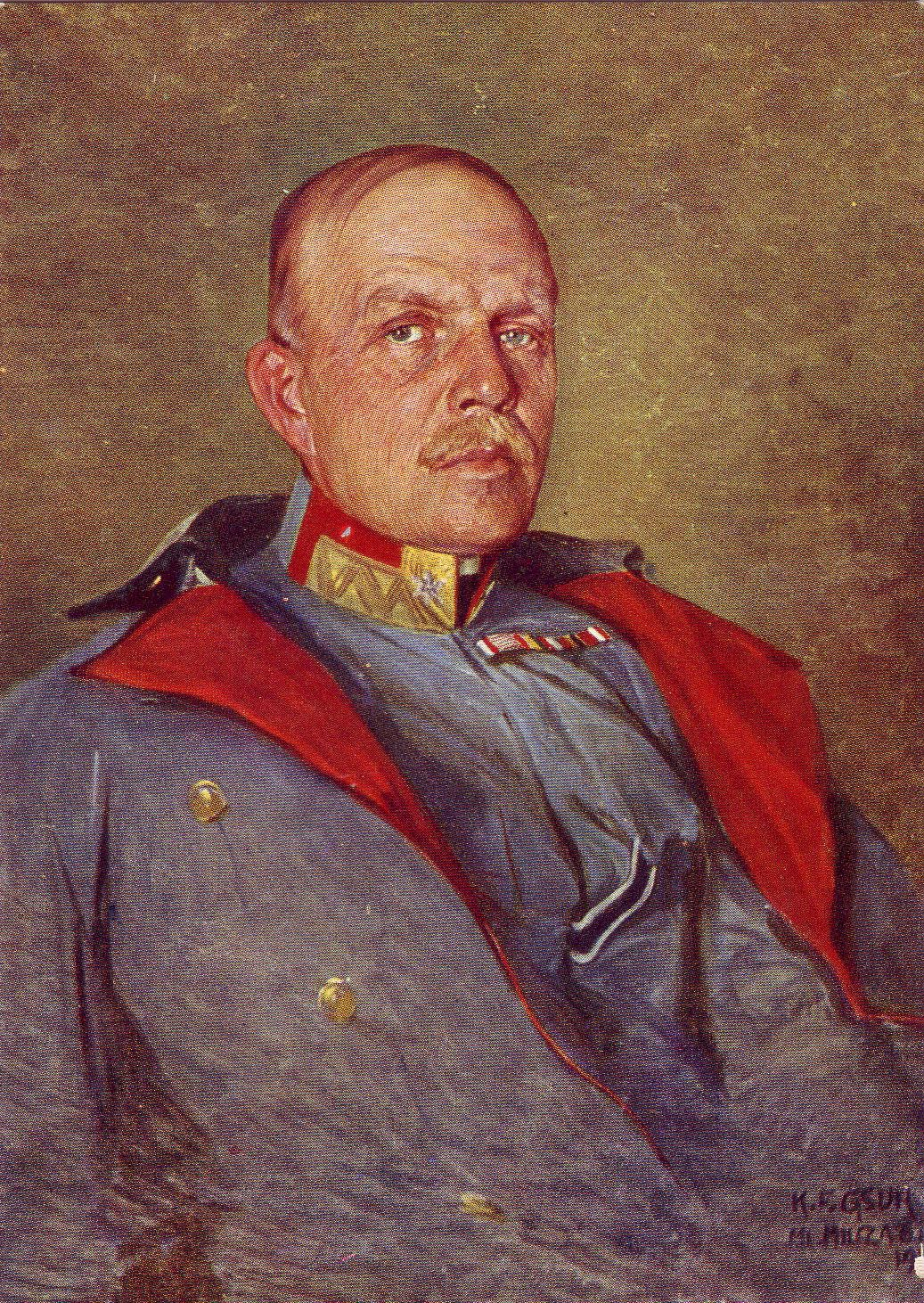
Adolf von Boog im Range eines Generalmajors

Adolf von Boog (* 27. April 1866 in Belluno; † 15. Februar 1929 in Wien) war ein Feldmarschallleutnant der k.u.k. Armee und 1918 bis 1919 Oberbefehlshaber der „Volkswehr“  Deutsch-Österreichs, der kurzlebigen Vorgängerorganisation des Bundesheeres der Ersten Republik.

## Leben

### Frühe Militärkarriere
Boog war einer der fünf Söhne des 1899 geadelten k.k. Polizeirats Wenzel Boog, außerdem hatte er noch zwei Schwestern, der Jugendstil-Architekt Carlo von Boog war sein älterer Bruder. Adolf von Boog begann seine Laufbahn nach Absolvierung der k.u.k. Technischen Militärakademie mit seiner Ausmusterung zum Leutnant am 18. August 1886. Er diente zunächst als Artillerieoffizier bei der schweren Batteriedivision 4 und wurde nach dem Besuch der Kriegsschule dem Generalstab zugeteilt. Von 1892 bis 1907 war er in verschiedenen Generalstabsfunktionen tätig – unterbrochen 1901/1902 und 1907/1909 durch Truppendienst bei den k.u.k. Infanterieregimentern Nr. 31 in Siebenbürgen und Nr. 88 in Böhmen. 1909 wurde er zum Generalstabschef des XV. Korps in Sarajevo bestellt und am 1. Mai 1910 zum Oberst des Generalstabes befördert. Nach kurzer Tätigkeit als Kommandant des Infanterieregiments Nr. 27 „Belgier“, in Graz, folgte 1911 bis 1913 eine Verwendung im Präsidialbüro des Kriegsministeriums. Anschließend wurde er zum Kommandanten der 8. Infanteriebrigade der 4. Infanterietruppendivision in Brünn ernannt und am 12. August 1914 zum Generalmajor befördert.

### Im Ersten Weltkrieg
Mit seiner Brigade (Infanterie-Regimenter Nr. 8 und 49) zu Kriegsbeginn an die russische Front verlegt, nahm er im Rahmen des II. Korps (General der Infanterie Schemua) Ende August 1914 im Raum Zamość an der Schlacht von Komarów teil. Nach dem Rückzug zum San rang die 4. Division (FML Stöger-Steiner) vergeblich um den Erhalt des Brückenkopfes bei Sieniawa.
Im Jänner 1915 wurde Generalmajor Boog Generalstabschef der 3. Armee des General der Infanterie Svetozar Boroević von Bojna, die in der winterlichen Karpatenschlacht im Abwehrkampf stand.
Nach dem Kriegseintritt Italiens (Mai 1915) wurde er mit dem Kommando der 93. Division an der neugebildeten Isonzofront betraut. Anfang September 1915 übernahm er die 25. Infanterietruppendivision im Rahmen der 1. Armee am Styr-Abschnitt an der östlichen Grenze von Galizien. Während der Brussilow-Offensive (Juni/Juli 1916) im Abschnitt des XVIII. Korps (General Czibulka) eingesetzt, wurde die Front seiner Division von den Russen bei Saponow durchbrochen und durch Gegenangriffe deutscher Truppen unter General von Eben wiederhergestellt. Am 14. August 1917 wurde Boog zum Feldmarschalleutnant befördert. Ab Mai 1918 übernahm der das Kommando der 4. Infanteriedivision die im Rahmen des XXVI. Korps (General Horsetzky) Abwehrkämpfe im Gebiet des Monte Grappa und der Sieben Gemeinden führte.
1912 regte Oberstleutnant Adolf von Boog die Einführung von Gaskampfstoffen an. Zwar wurden daraufhin vom Technischen Militärkomitee Versuche durchgeführt, aber schließlich wegen Unzuverlässigkeit beim Einsatz abgebrochen. 1916, nachdem Giftgas als chemische Waffe schon weite Verbreitung gefunden hatte, beanspruchte Boog in einem Schreiben an das k.u.k. Armeeoberkommando die Urheberschaft.

## Volkswehr
Unmittelbar zu Kriegsende ordnete die neue deutsch-österreichische Regierung unter dem Staatskanzler Karl Renner die Aufstellung einer eigenen bewaffneten Macht an. Staatssekretär für Heereswesen wurde der Deutschnationale Josef Mayer, während der sozialdemokratische Unterstaatssekretär Julius Deutsch die eigentliche Organisationsarbeit leistete. Zum Oberbefehlshaber des neuen Heeres wurde Feldmarschalleutnant Adolf von Boog bestellt, der aus seiner Zeit als Präsidialchef des Kriegsministeriums „noch Beziehungen zu den politischen Parteien im Parlament hatte“ (Jedlicka). Mit der von Deutsch geforderten Beförderung geeigneter Unteroffiziere zu Offizieren – den „Volkswehrleutnanten“ – erklärte er sich einverstanden. Es habe ihn stets schon empört, dass der „jüngste unbedeutende Notmaturant“ eher Offizier werden konnte als ein tüchtiger Mann aus dem Mannschaftsstand. Seine kurzfristige Tätigkeit „fand durch eine Rede vor dem Offizierskorps über die staatsbürgerlichen Fragen ein rasches Ende … Auf Grund scharfer Angriffe aus dem Offizierskorps zog sich Boog von der Aufbauarbeit der Volkswehr bald zurück“ (Jedlicka). Erst später wurde anerkannt, dass er sich und seinen Ruf geopfert habe, um gemeinsam mit Julius Deutsch zu verhindern, dass radikale Kräfte die Macht in der Volkswehr an sich reißen konnten.
Hauptgrund für die erzwungene Demission Boogs war allerdings die geplante Aufstellung von sieben Freikorps zusätzlich zur Volkswehr. Diese waren für die geplante Besetzung Deutsch-Westungarns, also des heutigen Burgenlandes, vorgesehen. In den Richtlinien Boogs für die Anwerbung dieser Verbände findet sich der Satz: „Nehmen sie keine Juden und keine Soldatenräte. Jene sind ein zersetzendes Element, diese unnötig, wenn die Führer am Platze sind“. Diese Instruktionen Boogs schließen mit dem Satz: „Ein deutsches ‚Heil‘ für das Gelingen unserer guten Sache.“ Damit konnte nun Staatssekretär Julius Deutsch, selbst jüdischer Abstammung, aus vielen Gründen – wie etwa der darin enthaltenen antisemitischen Äußerung, die noch dazu eine massive persönliche Beleidigung war – auf keinen Fall einverstanden sein. Er veranlasste daher Boog zum Rücktritt als Oberbefehlshaber der Volkswehr.
Dieser erfolgte am 27. Mai 1919. Boog begründete ihn in seinem Rücktrittsgesuch fadenscheinig mit dem schlechten Gesundheitszustand seines mutterlosen Sohnes nach einem chirurgischen Eingriff im Gehörbereich, vermied dabei aber sachliche, dienstliche Argumente völlig, um seinen Pensionsanspruch nicht zu gefährden. Er wurde am evangelischen Teil des Wiener Zentralfriedhof bestattet.

## Österreichische Militärauszeichnungen (Stand 31. Dezember 1918)
- Militär-Jubiläumskreuz 1908
- Militär-Jubiläumsmedaille 1898
- Dienstzeichen für Offiziere III. Klasse
- Bronzene Militär-Verdienstmedaille, Kriegsdekoration mit Schwertern
- Silberne Militär-Verdienstmedaille, Kriegsdekoration mit Schwertern
- Militärverdienstkreuz III. Klasse
- Orden der Eisernen Krone Ritter III. Klasse
- Leopoldorden Ritterkreuz, Kriegsdekoration mit Schwertern
- Orden der Eisernen Krone Ritter II. Klasse, Kriegsdekoration mit Schwertern
- Militärverdienstkreuz II. Klasse, Kriegsdekoration mit Schwertern